# Língua mori bawah
Mori Bawah, também chamada Baixo Mori ou Mori Oriental, é uma língua  Malaio Polinésia do ramo  Celebes. É uma das principais línguas da Regência Morowali em Celebes Central.

## Classificação
Mori Bawah é classificado como membro do grupo de línguas Bungku-Tolaki e compartilha suas afinidades mais próximas com a língua bungku e outras línguas da costa leste de das Celebes, como como  Wawonii e  Kulisusu.  Juntos, Mori Bawah e a língua  Mori Atas são às vezes referidas coletivamente pelo termo " Mori ".

## Dialetos
Mori Bawah compreende vários dialetos. Seguindo Esser, cinco dialetos podem ser considerados como principais.
- Tinompo
- Tiu
- Moiki
- Watu
- Karunsi’e

O dialeto Tinompo é o mais prestigioso. Tinompo era o dialeto falado pela classe real indígena e, na primeira metade do século XX, foi promovido pelas autoridades coloniais como um padrão em toda a área de Mori, inclusive para Mori Atas e  Padoe.

## Escrita
A língua usa o alfabeto latino sem as letras C, F, Q, V, X, Y, Z. Usam-se as formas Mb, Mp, Nd, Ns, Nt, Ng, Ngg, Ngk.

## Fonologia
Mori Bawah tem o seguinte inventário de sons::684
|                          |                          | Labial | Alveolar | Velar | Glotal |
| ------------------------ | ------------------------ | ------ | -------- | ----- | ------ |
| Plosiva                  | surda                    | p      | t        | k     | ʔ      |
| Plosiva                  | sonora                   | b      | d        | g     |        |
| Plosiva Pré-nasalizada   | surda                    | ᵐp     | ⁿt       | ᵑk    |        |
| Plosiva Pré-nasalizada   | sonora                   | ᵐb     | ⁿd       | ᵑg    |        |
| Fricativa                | Fricativa                | β      | s        |       | h      |
| Fricativa Pré-nasalizada | Fricativa Pré-nasalizada |        | ⁿs       |       |        |
| Nasal                    | Nasal                    | m      | n        | ŋ     |        |
| Vibrante                 | Vibrante                 |        | r        |       |        |
| Lateral                  | Lateral                  |        | l        |       |        |

|              | Anterior | Central | Posterior |
| ------------ | -------- | ------- | --------- |
| Fechada      | i        |         | u         |
| Meio-fechada | e        |         | o         |
| Aberta       |          | a       |           |

Apenas sílabas abertas da forma V, CV são permitidas. Consequentemente, Mori Bawah é uma língua de palavras terminadas por vogais

## Gramática

### Pronomes
Mori Bawah tem sete conjuntos de pronomes limitados e livres :686;704
|              | nominativo | nominativo | absolutivo | absolutivo | possessivo | independente | aditivo    |
| não-futuro   | futuro     | direto     | aplicativo |            | possessivo | independente | aditivo    |
| ------------ | ---------- | ---------- | ---------- | ---------- | ---------- | ------------ | ---------- |
| 1.sg.        | ku         | aku        | aku        | akune      | ku         | ongkue       | ngkuda('a) |
| 2.sg.        | u          | (i)ko      | ko         | akomu      | mu         | omue         | muda('a)   |
| 3.sg.        | i          | ta         | o          | akono      | no         | onoe         | nada('a)   |
| 1.pl.inclus. | to         | kita       | kita       | akita      | to         | otae         | ntada('a)  |
| 1.pl.exclus. | ki         | kami       | kami       | akami      | mami       | omami        | mamida('a) |
| 2.pl.        | i          | (i)komiu   | komiu      | akomiu     | miu        | omiu         | mida('a)   |
| 3.pl.        | do         | ira        | ira        | ako'ira    | do         | ondae        | ndada('a)  |

### Concordância
Argumentos básicos (A: sujeito de verbos transitivos;  O: objeto de verbos transitivos, S: sujeito de verbos intransitivos) não são marcados para caso gramatical, mas são obrigatoriamente indexados por um acordo pronominal (linguística) | marcador de concordância no verbo.:689–691
Com verbos transitivos, A é sempre indexado por um pronome nominativo, e O por um pronome absoluto.
Abreviações=PRV:perfeito; PN: nome pessoal - IA-pe'ata-'iraO-mo [i Ana Wulaa]A [mia atuu-do]O |3.SG.NOM-escravizar-3.PL.ABS-PRV PN criança ouro pessoa DIST-3.PL.POSS |'Criança de ouro levou essas pessoas como escravos.'}}
A indexação do único argumento de verbos intransitivos mostra ergatividade dividida: S é sempre indexado por um pronome nominativo nas orações futuras e também no imperativo, negativo e alguns outros tipos dependentes de orações não futuras. Em todos os outros casos, S is indexed by an absolutive pronoun.

### Voz
Mori Bawah tem dois tipos de voz de Valência (linguística) # Redutor de valência, voz passiva e voz antipassiva. <
Se um verbo transitivo é marcado para voz passiva com o infixo  & lt; in & gt; , ele se torna formalmente intransitivo, e O (o "objeto") se torna o S-argumento. O A original-argument cannot be mentioned at all.
Abreviações: PRV: nominativo futuro - | Ta p & lt; in & gt; epate | 3.SG.FUT PASS: kill | 'Ele será morto.'
Na voz antipassiva, o verbo leva o prefixo  poN- . O objeto pode ser omitido ou expresso abertamente se indefinido; entretanto, não é indexado por um pronome de indexação de pessoa. O sujeito original do verbo transitivo torna-se o  'S'  - argumento em uma cláusula antipassiva formalmente intransitiva.
Abreviações = PRV: nominativo futuro - | ka-i pom-pepate singa - | ka-3.SG.NOM AP-matar leão | '... e ele matou um leão.'